# Quemado (Mayagüez)
Quemado es un barrio ubicado en el municipio de Mayagüez en el estado libre asociado de Puerto Rico. En el Censo de 2010 tenía una población de 2518 habitantes y una densidad poblacional de 350,47 personas por km².

## Geografía
Quemado se encuentra ubicado en las coordenadas 18°12′55″N 67°5′44″O / 18.21528, -67.09556. Según la Oficina del Censo de los Estados Unidos, Quemado tiene una superficie total de 7.18 km², que corresponden a tierra firme.

## Demografía
Según el censo de 2010, había 2518 personas residiendo en Quemado. La densidad de población era de 350,47 hab./km². De los 2518 habitantes, Quemado estaba compuesto por el 77.88% blancos, el 7.43% eran afroamericanos, el 0.99% eran amerindios, el 0.04% eran asiáticos, el 8.46% eran de otras razas y el 5.2% pertenecían a dos o más razas. Del total de la población el 98.93% eran hispanos o latinos de cualquier raza.